# Кваљуцо
Кваљуцо (итал. Quagliuzzo) је насеље у Италији у округу Торино, региону Пијемонт.
Према процени из 2011. у насељу је живело 244 становника. Насеље се налази на надморској висини од 350 м.

## Становништво
| 1931. | 1936. | 1951. | 1961. | 1971. | 1981. | 1991. | 2001. | 2011. |
| ----- | ----- | ----- | ----- | ----- | ----- | ----- | ----- | ----- |
| 309   | 310   | 348   | 322   | 307   | 331   | 320   | 321   | 331   |